# 游殷
游殷（？—？），字幼齊，左馮翊頻陽人，東漢末年官吏。

## 生平
張既年少時，游殷時任功曹，很看好他，便邀請張既到家中作客，張既恭敬地答應。游殷回家隆重準備酒宴。張既來時，游殷之妻笑其只是個小孩子，算甚麼貴客！游殷回答說：「張既氣度不凡，日後一定能成大器。」交談過後，游殷向張既託付兒子游楚，張既謙虛推辭，游殷誠懇請求，張既以游殷在本地有名望，難以違背，於是答應。
羽林中郎將的游殷先前與司隸校尉胡軫不合，胡軫便誣陷游殷將其殺害。一個多月後，胡軫生了場病，並自稱游殷來索命，隨即死去。關中人傳稱：「游殷生前有知人之名，死後有貴神之靈。」
同郡的吉華(伯房)與郭晊(公休)與游殷歲數差不多且友好，游殷死後，兩人為他服喪三個月。

## 親屬

### 子
- 游楚，字仲允，曹操平定定關中時，張既推薦游楚為漢興太守。後轉隴西太守。[6]